# Clube de Futebol Os Belenenses 2012-2013
Questa voce raccoglie le informazioni riguardanti il Clube de Futebol Os Belenenses nelle competizioni ufficiali della stagione 2012-2013.

## Rosa
Fonte:
| N. |                          | Ruolo | Calciatore        |
| -- | ------------------------ | ----- | ----------------- |
|    | Portogallo (bandiera)    | P     | Filipe Mendes     |
|    | Inghilterra (bandiera)   | P     | Matt Jones        |
|    | Portogallo (bandiera)    | P     | Rafael Veloso     |
|    | Portogallo (bandiera)    | P     | Ricardo Fernandes |
|    | Portogallo (bandiera)    | D     | André Teixeira    |
|    | Portogallo (bandiera)    | D     | Daniel Martins    |
|    | Portogallo (bandiera)    | D     | Duarte Machado    |
|    | Guinea-Bissau (bandiera) | D     | Eridson           |
|    | Portogallo (bandiera)    | D     | Filipe Ferreira   |
|    | Portogallo (bandiera)    | D     | João Afonso       |
|    | Portogallo (bandiera)    | D     | João Meira        |
|    | Capo Verde (bandiera)    | D     | Kay               |
|    | Portogallo (bandiera)    | D     | Nélson Lenho      |

| N. |                       | Ruolo | Calciatore        |
| -- | --------------------- | ----- | ----------------- |
|    | Portogallo (bandiera) | C     | Arsénio           |
|    | Haiti (bandiera)      | C     | Yves Desmarets    |
|    | Mali (bandiera)       | C     | Mourtala Diakité  |
|    | Portogallo (bandiera) | C     | Fábio Sturgeon    |
|    | Portogallo (bandiera) | C     | Fernando Ferreira |
|    | Portogallo (bandiera) | C     | Ricardo Alves     |
|    | Portogallo (bandiera) | C     | Ruizinho Furtado  |
|    | Portogallo (bandiera) | C     | Tiago Silva       |
|    | Francia (bandiera)    | A     | Mamadou Diawara   |
|    | Angola (bandiera)     | A     | Fredy             |
|    | Capo Verde (bandiera) | A     | Rambé             |
|    | Algeria (bandiera)    | A     | Yacine Si Salem   |
|    | Portogallo (bandiera) | A     | Tiago Caeiro      |